# Tychnowy (gromada)
Tychnowy – dawna gromada, czyli najmniejsza jednostka podziału terytorialnego Polskiej Rzeczypospolitej Ludowej w latach 1954–1972.
Gromady, z gromadzkimi radami narodowymi (GRN) jako organami władzy najniższego stopnia na wsi, funkcjonowały od reformy reorganizującej administrację wiejską przeprowadzonej jesienią 1954 do momentu ich zniesienia z dniem 1 stycznia 1973, tym samym wypierając organizację gminną w latach 1954–1972.
Gromadę Tychnowy z siedzibą GRN w Tychnowach utworzono – jako jedną z 8759 gromad na obszarze Polski – w powiecie kwidzyńskim w woj. gdańskim na mocy uchwały nr 19/III/54 WRN w Gdańsku z dnia 5 października 1954. W skład jednostki weszły obszary dotychczasowych gromad Tychnowy, Brachlewo, Podzamcze i Baldram ze zniesionej gminy Tychnowy, a także obszary dotychczasowych gromad Dubiel i Kamionka oraz miejscowość Brokowo z dotychczasowej gromady Brokowo ze zniesionej gminy Brokowo – w tymże powiecie. Dla gromady ustalono 18 członków gromadzkiej rady narodowej.
Gromada przetrwała do końca 1972 roku, czyli do kolejnej reformy gminnej.